# Ördög A. Róbert
Ördög A. Róbert (Tököl, 1982. március 1. –) író, költő.

## Élete
Alig pár hónapos korában állami gondozásba került. Több nevelőotthonban élt, majd tízévesen megismerte későbbi, jelen – és reméli, végleges – otthonát Bakonytamásin. A győri Révai Gimnáziumban érettségizett, majd 2007-ben a Magyar Író Akadémia szépírói tagozatán szerzett oklevelet kiváló minősítéssel. A pápai Jókai Mór Művelődési Központ munkatársa 2006 májusától, ahol kulturális asszisztensként tevékenykedik. Három verseskötete jelent meg. 2003-ban a Lelencdalok-versek a Nagy Szivatásról-, 2004-ben a Repeszek, s a harmadik 2007-ben, Csontvázlíra I. címmel – Budapesten az Ünnepi Könyvhéten jelent meg, amelyet alberty Bozzay Anna, Adorján Gyuláné nevelőanyja emlékére írt. Több irodalmi folyóiratban publikált, a Kossuth- és Petőfi Rádióban énekelt verseivel is bemutatkozott. Igazi kötődése a Veszprém megyei Új Horizont kulturális folyóirattal alakult ki. Új kötetén dolgozik, ezt 2008-ban szeretné megjelentetni. 2004-től tagja a Fiatal írók szövetségének és az Irodalmi Rádiónak. A költő előkészületben lévő művei: színdarab, próza, vers és mese.

## Munkássága
Publikációi: Internet, – A 6468. napon c. verse „a lélekbe bement a dózer” 2000, Napló – Vp.megyei napilap); Győr Tehetséges Ifjúságáért – éves alkotói díj (2003), Alkotói ösztöndíj – Hiller István Kulturális miniszter támogatása, Nka –, Új Horizont – Kulturális Folyóirat XXXIII. Évfolyam, 2005. 6. szám a költő művei és Szigeti L. Sándor irodalomtörténész, egyetemi tanár recenziója Ördög A. Róbert művéről= Új Horizont –„Sorsunk és Jellemünk – Kortársak otthonról, közérzetről, jövőképről” (Főszerkesztő: Raffai István) Keresztury Dezső emlékének a Balaton és a Bakony alkotói 291. old., „Űzi őket idő, ember, mégis élnek /Változó Világ-interjú* Ördög A. Róberttel, Énekelt versei: József Attila emlékév (2004) A Magyar Költészet napja, 
MÍA – „Mestereink nyomában”. Elbeszélés, Dráma, Esszé – Kornis Mihály szemináriumi csoportja: Ördög A. Róbert: Nem panasz zokogó szavam 74. old., Kellei György recenziója önálló kötetében (2007), Karácsony c. verse a Közép-Dunántúli Régió közművelődési lapjában, 2007/10.
- http://www.jmkpapa.hu
- http://www.naplo-online.hu

## Művei
- Lelencdalok – Versek a nagy szívatásról (2003)
- Repeszek (2004)
- Csontvázlíra (2007)
- Csontvázlíra II. (2011)
- Gyökérhegyen. Dalokká szenvedett versek; Hazánk, Győr, 2015
- Bozzay Lajos beszálló vendéglője. Idegenek lettünk saját otthonunkban; Szőke István Alapítvány, Budapest, 2022